# Memorial Arno Wallaard
El Memorial Arno Wallaard es una carrera ciclista holandesa disputada en Alblasserwaard y Vijfheerenlanden (Holanda) y sus alrededores. 
Creada en 1984 por el Rennersclub Jan van Arckel bajo el nombre de Omloop Alblasserwaard (Circuito de Alblasserwaard), consistía en una prueba amateur. En 2007, la carrera pasó a llamarse Memorial Arno Wallaard, en homenaje a Arno Wallaard, un antiguo miembro del RC Jan van Arckel y muerto el año anterior a los 26 años de edad, siguiendo siendo amateur. Desde el 2009 forma parte del UCI Europe Tour, dentro de la categoría 1.2 (última categoría del profesionalismo).

## Palmarés
| Año       | Ganador               | Segundo              | Tercero              |
| --------- | --------------------- | -------------------- | -------------------- |
| 1984      | Arie Overbeeke        | Kees Kolsteeg        | John de Vries        |
| 1985      | Arie Overbeeke        | Mathieu Hendriks     | Harrie Deelen        |
| 1986      | Patrick Bol           | Eric Nieuwerth       | Kees Hopmans         |
| 1987      | John de Crom          | Rene Beuzenkamp      | Wim Otte             |
| 1988      | Jos Gevers            | Rene Beuzenkamp      | Peter Hogervorst     |
| 1989      | Allard Engels         | Johan Melsen         | Godert de Leeuw      |
| 1990      | Ton Zwirs             | Marc den Hoed        | Casper van der Meer  |
| 1991      | Herman Woudenberg     | Ben van Leijen       | Desi Schilperoord    |
| 1992      | Max van Heeswijk      | Henk Schipper        | Ron Houtop           |
| 1993      | Stefan van Teijlingen | Dave van de Watering | Piet Eikelenboom     |
| 1994      | Leon Rotteveel        | Peter Voshol         | Tommy Post           |
| 1995      | Tommy Post            | Jan Goedendorp       | Pieter Stenger       |
| 1996      | Niels Harms           | Christian Back       | Tom Hoedemakers      |
| 1997      | Corné Castein         | Ben van Leijen       | Jacco Konijn         |
| 1998      | Edwin Hofstee         | Andries van Reek     | Adri Frijters        |
| 1999      | Arno Wallaard         | Rob Sienders         | Peter Voshol         |
| 2000      | Herold Dat            | Jurgen van Pelt      | Ad van den Boogaard  |
| 2001      | Peter van Agtmaal     | Jurgen van Pelt      | Mathieu Heijboer     |
| 2002      | Berry Hoedemakers     | Arthur Farenhout     | Paul van Schalen     |
| 2003      | Rob Koole             | Boudewijn de Graaff  | Nico Vuurens         |
| 2004      | Ger Soepenberg        | Marcel Beima         | Edwin Kompier        |
| 2005      | Gideon De Jong        | Thomas Berkhout      | Cornelius van Ooijen |
| 2006      | Dennis van Winden     | Dirk Bellemakers     | Bauke Mollema        |
| 2007      | Denis Flahaut         | Fulco van Gulik      | Lieuwe Westra        |
| 2008      | Cornelius van Ooijen  | Sebastian Frey       | Erik van Lakerveld   |
| 2009      | Lieuwe Westra         | Eric Baumann         | Kenny van Hummel     |
| 2010      | Stefan van Dijk       | Kenny van Hummel     | Denis Flahaut        |
| 2011      | Arne Hassink          | René Hooghiemster    | Mark Schreurs        |
| 2012      | Dylan van Baarle      | Jesper Asselman      | Daan Meijers         |
| 2013      | Coen Vermeltfoort     | Mike Teunissen       | Sean De Bie          |
| 2014      | Edvin Wilson          | Thomas Stewart       | Umberto Atzori       |
| 2015      | Jasper Bovenhuis      | Wouter Mol           | Twan Castelijns      |
| 2016      | Maarten van Trijp     | Elmar Reinders       | Nicolai Brøchner     |
| 2017      | Timothy Stevens       | Sjoerd Kouwenhoven   | René Hooghiemster    |
| 2018      | Joshua Huppertz       | Cees Bol             | Dion Beukeboom       |
| 2019      | Alex Richardson       | Matthew Walls        | Gianni Marchand      |
| 2020-2021 | no se disputó         | no se disputó        | no se disputó        |
| 2022      | Elmar Reinders        | Maikel Zijlaard      | Tobias Kongstad      |
| 2023      | Rasmus Bøgh Wallin    | Coen Vermeltfoort    | Mārtiņš Pluto        |
| 2024      | Pete Uptegrove        | Jens van den Dool    | Bert-Jan Lindeman    |

## Palmarés por países
| País         | Victorias |
| ------------ | --------- |
| Países Bajos | 33        |
| Francia      | 1         |
| Suecia       | 1         |
| Bélgica      | 1         |
| Alemania     | 1         |
| Reino Unido  | 1         |
| Dinamarca    | 1         |